# Manoir de la Ville des Prés
Le manoir de la Ville des Prés est un édifice situé à Bohal en France.

## Localisation
Le manoir est situé sur le territoire de la commune de Bohal, au lieu-dit la Ville des Prés, dans le département du Morbihan en région Bretagne.

## Description
L'ancien manoir date du XVIe siècle,  le logis actuel date du XXe siècle.

## Historique
Le manoir est construit au XVIe siècle, il n'en reste que des vestiges, le logis actuel date du XXe siècle. Terre et fief de basse justice, qui appartenaient en 1625 à Jean de Lantivy et Jeanne Brizen en 1636, 1640 à Thébault des Prés et Isabeau Guihart en 1666 à Gilles Henry et Gillonne Becdelièvre, dame de Bohal de 1669 à 1688 à Hyacinthe Jean-Baptiste Henri et Marie Erwar en 1783 à Adrienne Hyacinthe Henri et Arnaud du Bot- en1787 : fief de Sérent. Une stèle gauloise en ruine est située devant le manoir.
Les vestiges du manoir sont inscrits à l'inventaire général du patrimoine culturel.